# Rachel Brosnahan

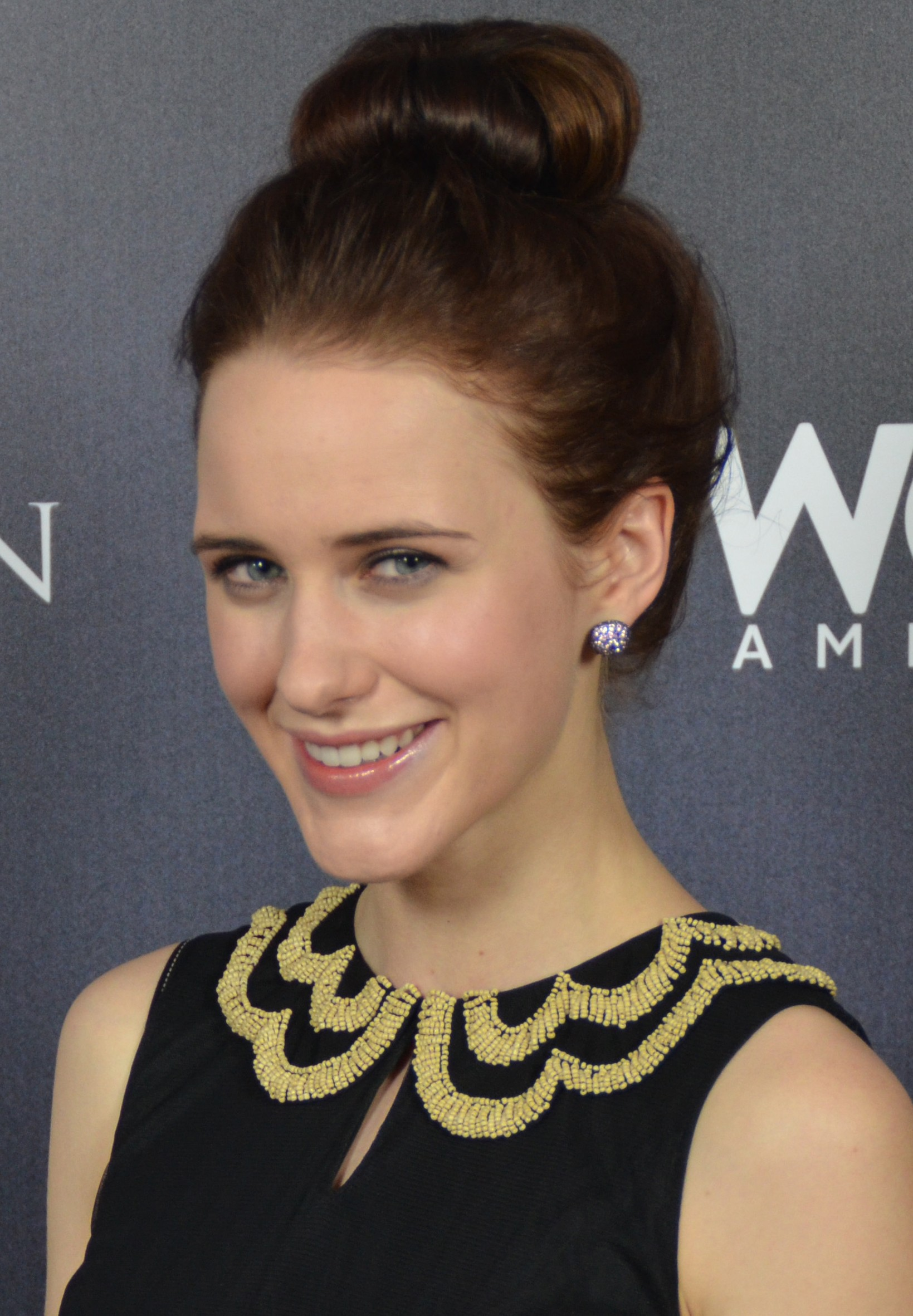
Rachel Brosnahan (2014)

Rachel Elizabeth Brosnahan (ur. 12 lipca 1990) – amerykańska aktorka, która wystąpiła w serialach: House of Cards i Manhattan, a także w tytułowej roli w serialu Wspaniała pani Maisel, za którą została dwukrotnie nagrodzona Złotym Globem oraz Nagrodą Emmy (2018).

## Filmografia

### Filmy
| Rok  | Tytuł                                                    | Rola                | Uwagi           |
| ---- | -------------------------------------------------------- | ------------------- | --------------- |
| 2009 | Nienarodzony                                             | Lisa                |                 |
| 2009 | The Truth About Average Guys                             | Molly               |                 |
| 2011 | Coming Up Roses                                          | Alice               |                 |
| 2012 | Nor'easter                                               | Abby Green          |                 |
| 2013 | Piękne istoty                                            | Genevieve Duchannes |                 |
| 2013 | Care                                                     | Drea                | krótkometrażowy |
| 2013 | A New York Heartbeat                                     | Tamara              |                 |
| 2013 | Munchausen                                               | Girl                | krótkometr.     |
| 2013 | Adrift                                                   | Alex                | krótkometr.     |
| 2013 | Basically                                                | Shandy              | krótkometr.     |
| 2014 | The Smut Locker                                          | Jamie White         | krótkometr.     |
| 2014 | I'm Obsessed with You (But You've Got to Leave Me Alone) | Nell Fitzpatrick    |                 |
| 2015 | Głośniej od bomb                                         | Erin                |                 |
| 2015 | James White                                              |                     |                 |
| 2016 | Czas próby                                               | Bea Hansen          |                 |
| 2016 | Burn Country                                             | Sandra              |                 |
| 2016 | Dzień patriotów                                          | Jessica Kensky      |                 |
| 2017 | Boomtown                                                 | Jamie               |                 |
| 2018 | Change in the Air                                        | Wren                |                 |
| 2019 | Tajni i fajni                                            | Wendy               | głos            |
| 2020 | Gra szpiegów                                             | Emily Donovan       |                 |
| 2020 | Twoja kobieta                                            | Jean                |                 |
| 2022 | Łowca głów                                               | Rachel Kidd         |                 |
| 2025 | Amator                                                   | Sarah               |                 |
| 2025 | Superman                                                 | Lois Lane           |                 |

### Seriale telewizyjne
| Rok     | Tytuł                         | Rola                      | Uwagi              |
| ------- | ----------------------------- | ------------------------- | ------------------ |
| 2010    | Szpital Miłosierdzia          | Samantha                  | 1 odcinek          |
| 2010    | Plotkara                      | Dziewczyna                | 1 odc.             |
| 2010    | Żona idealna                  | Caitlin Fenton            | 1 odc.             |
| 2010    | Terapia                       | Dziewczyna z              | 1 odc.             |
| 2011    | CSI: Kryminalne zagadki Miami | Melanie Garland           | 1 odc.             |
| 2013–15 | House of Cards                | Rachel Posner             | 19 odc.            |
| 2013    | Chirurdzy                     | Brian Weston              | 1 odc.             |
| 2013    | Orange Is the New Black       | Little Allie              | 1 odc.             |
| 2014    | Olive Kitteridge              | Patty Howe                | 1 odc.             |
| 2014    | Czarna lista                  | Jolene Parker/Lucy Brooks | 6 odc.             |
| 2014    | The Black Box                 | Delilah                   | 5 odc.             |
| 2014–15 | Manhattan                     | Abby Isaacs               | 23 odc.            |
| 2015    | The Dovekeepers               | Yael                      | miniserial, 2 odc. |
| 2016    | Crisis in Six Scenes          | Ellie                     | 4 odc.             |
| 2017–23 | Wspaniała pani Maisel         | Miriam „Midge” Maisel     | gł. rola, 34 odc.  |
| 2019–20 | Elena z Avaloru               | Chloe                     | 3 odc.             |
| 2020    | 50 States of Fright           | Heather                   | 3 odc.             |